# Liste der denkmalgeschützten Objekte in Wieselburg
Die Liste der denkmalgeschützten Objekte in Wieselburg enthält die 13 denkmalgeschützten, unbeweglichen Objekte der Stadt Wieselburg im niederösterreichischen Bezirk Scheibbs.

## Denkmäler
| Foto |                 | Denkmal                                                                                     | Standort                                       | Beschreibung | Metadaten |
| ---- | --------------- | ------------------------------------------------------------------------------------------- | ---------------------------------------------- | --- | --- |
| ja   | Datei hochladen | Aufnahmsgebäude Wieselburg HERIS-ID: 5905 Objekt-ID: 1779                                   | Am Bahnhof 2 Standort KG: Wieselburg           | Der Bahnhof der Bahnstrecke Pöchlarn–Kienberg-Gaming wurde 1877 errichtet. | BDA-Hist.: Q37862675 Status: Bescheid Stand der BDA-Liste: 2025-06-30 Name: Aufnahmsgebäude Wieselburg GstNr.: .115 Aufnahmsgebäude Bahnhof Wieselburg/Erlauf                                                             |
| ja   | Datei hochladen | Kommandogebäude des ehem. Kriegsgefangenenlagers Wieselburg HERIS-ID: 13363 Objekt-ID: 9541 | Breiteneicher Straße 5 Standort KG: Wieselburg | Der zweigeschoßige Holzriegelbau auf gemauerten Sockel wurde 1915 errichtet, im Ersten Weltkrieg als Haupt- und Kommandogebäude des Wieselburger Kriegsgefangenenlagers genutzt und später zu einem Wohnhaus umgebaut. | BDA-Hist.: Q38176188 Status: Bescheid Stand der BDA-Liste: 2025-06-30 Name: Kommandogebäude des ehem. Kriegsgefangenenlagers Wieselburg GstNr.: .390                                                                      |
| ja   | Datei hochladen | Ehem. Marktschloss HERIS-ID: 5901 Objekt-ID: 1775                                           | Hauptplatz 7 Standort KG: Wieselburg           | Die im Kern frühbarocke Vierflügelanlage wurde im 18. und 19. Jahrhundert stark verändert. | BDA-Hist.: Q37862144 Status: Bescheid Stand der BDA-Liste: 2025-06-30 Name: Ehem. Marktschloss GstNr.: .12 Ehem. Marktschloss (Wieselburg)                                                                                |
| ja   | Datei hochladen | Steinfiguren Enns, Salzach, Raab, Traun und Mur HERIS-ID: 32442 Objekt-ID: 29548            | bei Hauptplatz 7 Standort KG: Wieselburg       | Am Hauptplatz stehen Abgüsse von den allegorischen Darstellungen der Flüsse Enns, Mur, Raab, Salzach und Traun des Albrechtsbrunnens in Wien. Die Originalstatuen, geschaffen von Johann Meixner (1869), wurden nach dem Zweiten Weltkrieg im Schlosspark aufgestellt und um 1985/89 an den ursprünglichen Ort rückgeführt. | BDA-Hist.: Q37948001 Status: § 2a Stand der BDA-Liste: 2025-06-30 Name: Steinfiguren Enns, Salzach, Raab, Traun und Mur GstNr.: 49 Steinfiguren Enns, Salzach, Raab, Traun und Mur                                        |
| ja   | Datei hochladen | Kriegerdenkmal HERIS-ID: 5909 Objekt-ID: 1783                                               | Hauptplatz 7 Standort KG: Wieselburg           | Das Kriegerdenkmal vor dem ehemaligen Schloss hat seinen Ursprung in einem Wehrmann in Eisen und wurde um 1920 in Gedenken an die Gefallenen des Ersten Weltkriegs umgestaltet. | BDA-Hist.: Q37863071 Status: § 2a Stand der BDA-Liste: 2025-06-30 Name: Kriegerdenkmal GstNr.: .12 Kriegerdenkmal Erster Weltkrieg Wieselburg                                                                             |
| ja   | Datei hochladen | Rathaus HERIS-ID: 5902 Objekt-ID: 1776                                                      | Hauptplatz 26 Standort KG: Wieselburg          | Ein in den Jahren 1927/28 nach Plänen von Anton Valentin errichteter zwei- bis viergeschoßiger Bau. | BDA-Hist.: Q37862276 Status: § 2a Stand der BDA-Liste: 2025-06-30 Name: Rathaus GstNr.: .300 |
| ja   | Datei hochladen | Befestigte Höhensiedlung Kirchenberg HERIS-ID: 24587 Objekt-ID: 20989                       | bei Kirchenplatz 5 Standort KG: Wieselburg     | Die befestigte Höhensiedlung auf dem Kirchenberg ging aus einem gegen Ende des 10. Jahrhunderts zum Schutz vor ungarischen Angriffen errichteten Castellum hervor, das im Laufe der Zeit zu einer umwallten Fluchtburg mit mächtigem Wehrturm ausgebaut wurde. Die Siedlung entwickelte sich zum Marktort und gilt als Ausgangspunkt der Wieselburger Stadtgeschichte. Von den Verteidigungsanlagen sind keine wesentlichen Teile mehr erhalten. Das älteste noch vorhandene Bauwerk ist die um 990 als Wehrkirche konstruierte Pfarrkirche St. Ulrich, die zugleich als eines der ältesten Bauwerke der Babenbergerzeit gilt. Anmerkung: Ein großflächiges Areal, das unter anderem den Kirchenhof und Friedhof umfasst. | BDA-Hist.: Q37885437 Status: Bescheid Stand der BDA-Liste: 2025-06-30 Name: Befestigte Höhensiedlung Kirchenberg GstNr.: .144, 930/1, 931, 932, 933, 934, 935, 942, 947, 958/2, 995, 998/1, 998/3, 1000, 1003, 1122, 1124 |
| ja   | Datei hochladen | Kath. Pfarrkirche hl. Ulrich HERIS-ID: 24586 Objekt-ID: 20988                               | Kirchenplatz 6 Standort KG: Wieselburg         | Der Ursprung der Kirche ist ein in erhöhter Lage errichteter ottonischer Zentralbau, der als eine Art Seitenkapelle noch erhalten ist. Es handelt sich um einen der ältesten noch bestehenden Sakralbauten Österreichs. Die Kirche selbst hat mit ein gotisches Langhaus und einen vorgestellten spätgotischen Westturm. Nach einem Brand wurde sie 1953 bis 1958 südseitig erweitert und damit in ihrer Orientierung verändert. | BDA-Hist.: Q2569369 Status: § 2a Stand der BDA-Liste: 2025-06-30 Name: Kath. Pfarrkirche hl. Ulrich GstNr.: .143 Pfarrkirche Wieselburg                                                                                   |
| ja   | Datei hochladen | Schloss Perzlhof HERIS-ID: 5904 Objekt-ID: 1778                                             | Manker Straße 12 Standort KG: Wieselburg       | Eine hakenförmige Anlage mit Kernsubstanz aus dem 16./17. Jahrhundert, die um 1820 in biedermeierlicher Form umgebaut und erweitert wurde. | BDA-Hist.: Q37862543 Status: Bescheid Stand der BDA-Liste: 2025-06-30 Name: Schloss Perzlhof GstNr.: .261 |
| ja   | Datei hochladen | Kriegerdenkmal HERIS-ID: 5907 Objekt-ID: 1781                                               | neben Pfarrhofgasse 2 Standort KG: Wieselburg  | Ein nach den Plänen von Anton Valentin im Jahr 1932 errichtetes Denkmal mit einer Keramikstatue von Josef Franz Riedl. | BDA-Hist.: Q37862894 Status: § 2a Stand der BDA-Liste: 2025-06-30 Name: Kriegerdenkmal GstNr.: .339 |
| ja   | Datei hochladen | Pfarrhof HERIS-ID: 24590 Objekt-ID: 20992                                                   | Pfarrhofgasse 3 Standort KG: Wieselburg        | Ein zweigeschoßiger Bau mit Walmdach und Kernsubstanz aus dem Ende des 16. Jahrhunderts, der mehrfach verändert wurde. | BDA-Hist.: Q37885487 Status: § 2a Stand der BDA-Liste: 2025-06-30 Name: Pfarrhof GstNr.: 930/1 |
| ja   | Datei hochladen | Schlossanlage Rottenhaus HERIS-ID: 247005 Objekt-ID: 20991seit 2013                         | Rottenhauser Straße 32 Standort KG: Wieselburg | Ein zweigeschoßiger Bau, im Kern barock, der 1976 erweitert und umgebaut wurde. Das Schloss ist einer der Standorte der Landwirtschaftlichen Bundesversuchswirtschaften. | BDA-Hist.: Q37885470 Status: Bescheid Stand der BDA-Liste: 2025-06-30 Name: Schlossanlage Rottenhaus GstNr.: 1183/1 |
| ja   | Datei hochladen | Kaspar Bartenstein-Gedenkkapelle, Kropfkapelle HERIS-ID: 31877 Objekt-ID: 28874             | bei Ybbser Straße 2 Standort KG: Wieselburg    | Die neugotische Kapelle, von Kaspar und Juliana Bartenstein aus Dankbarkeit für die Heilung ihrer erkrankten Tochter gestiftet, wurde 1892 nach Plänen des Architekten Ferdinand Andri errichtet. | BDA-Hist.: Q37944846 Status: Bescheid Stand der BDA-Liste: 2025-06-30 Name: Kaspar Bartenstein-Gedenkkapelle, Kropfkapelle GstNr.: 274/31                                                                                 |